# IHNC Lake Borgne Surge Barrier

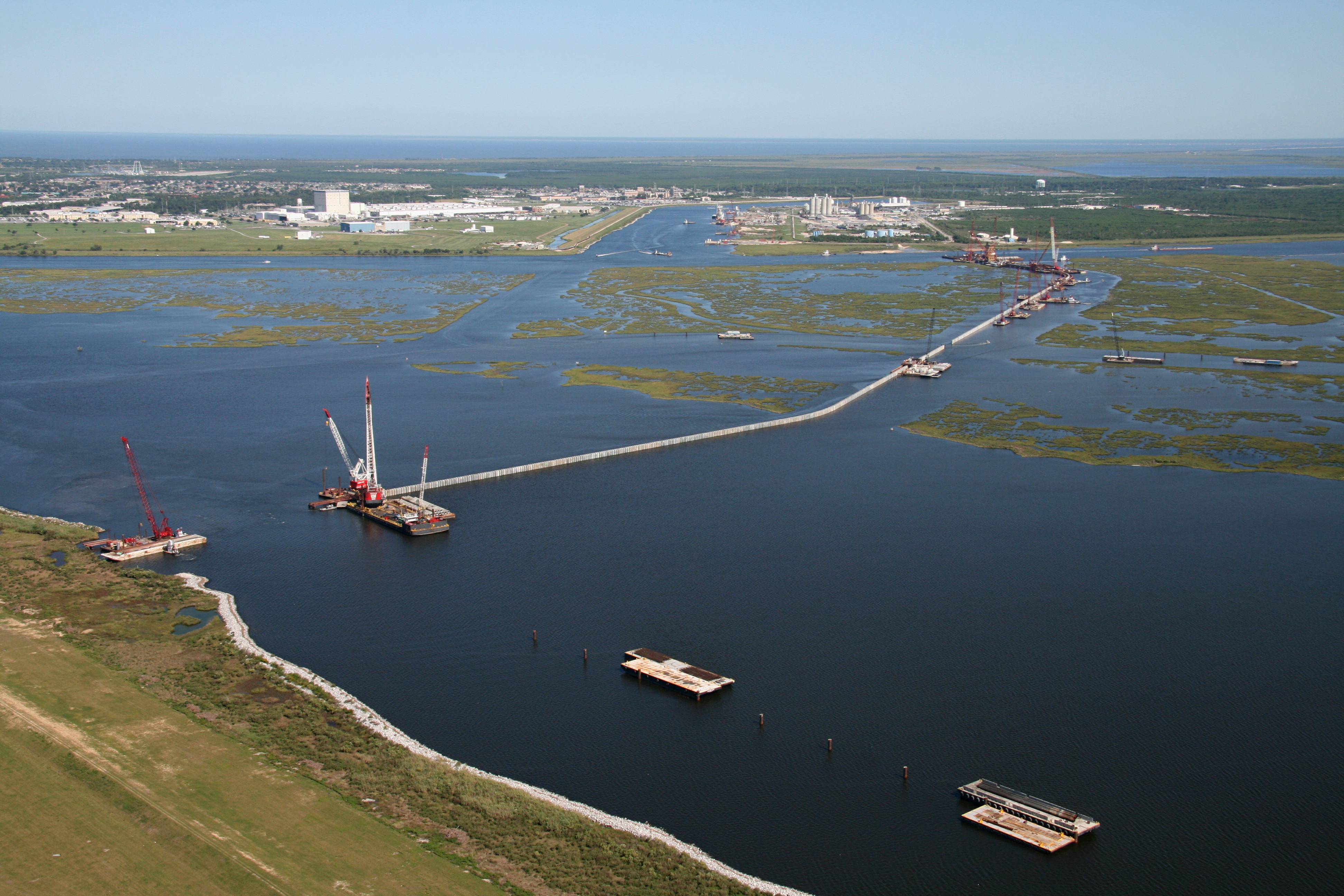
uppförandet

Inner Harbor Navigation Canal Lake Borgne Surge Barrier är en översvämningsbarriär nära New Orleans i södra Louisiana i USA. 

## Geografi
Barriären ligger nära sammanflödet av vattenlederna Gulf Intracoastal Waterway (GIWW), Mississippi River Gulf Outlet (MRGO) och Industrial canal (Inner Harbor Navigation Canal) mellan sjöarna Lake Pontchartrain och Lake Borgne.

## Konstruktionen
Barriären löper i nordsydlig riktning med en längd om ca 3 km (1,8 miles) och en höjd om ca 8 meter över vattenytan. Konstruktionen vilar på totalt ca 4400 pelare, Det finns 3 slussar genom barriären.

## Historia
Översvämningsbarriären är del i skyddsprogrammet Hurricane and Storm Damage Risk Reduction System (HSDRSS).
Uppförandet av barriären godkändes av USA:s kongress efter Orkanen Katrina och finansierades genom American Recovery and Reinvestment Act of 2009. Första spadtaget gjordes 2008 och byggandet avslutades 2013.